# Costa Granadina
La Costa Granadina o Costa Tropical es una comarca española situada en el extremo meridional de la provincia de Granada. Este territorio limita al este con la comarca del Poniente Almeriense, en Almería; al oeste con la Axarquía - Costa del Sol, en Málaga; al norte con Alhama, el Valle de Lecrín y la Alpujarra Granadina; y al sur tiene salida al mar Mediterráneo.
Está formada por dieciocho municipios, de los cuales el más poblado y extenso es Motril; por el contrario, el municipio con menor número de habitantes es Lentegí, y el de menor superficie es Torrenueva Costa. Su capital tradicional e histórica es la ciudad de Motril.

## Historia
Esta comarca corresponde a la limitada por la provincia desde el siglo XVIII frente al mar de Alborán, que hasta entonces fue llamado Mar de Granada. En este territorio se encuentran los puertos marítimos de mayor importancia histórica para comunicar el Reino de Granada con el norte de África, como lo fue Almuñécar, la antiguamente Sexi de origen fenicio, antes del reino Nazarí, dependiente de la taifa de Elvira. Los restos históricos más significativos son los de la industria romana de salazón, el acueducto romano sobre el valle del Jete y numerosas atalayas y torres de vigilancia que bordean la costa, así como pequeñas fortalezas en altura como la de Salobreña y la de Almuñécar.

## Geografía

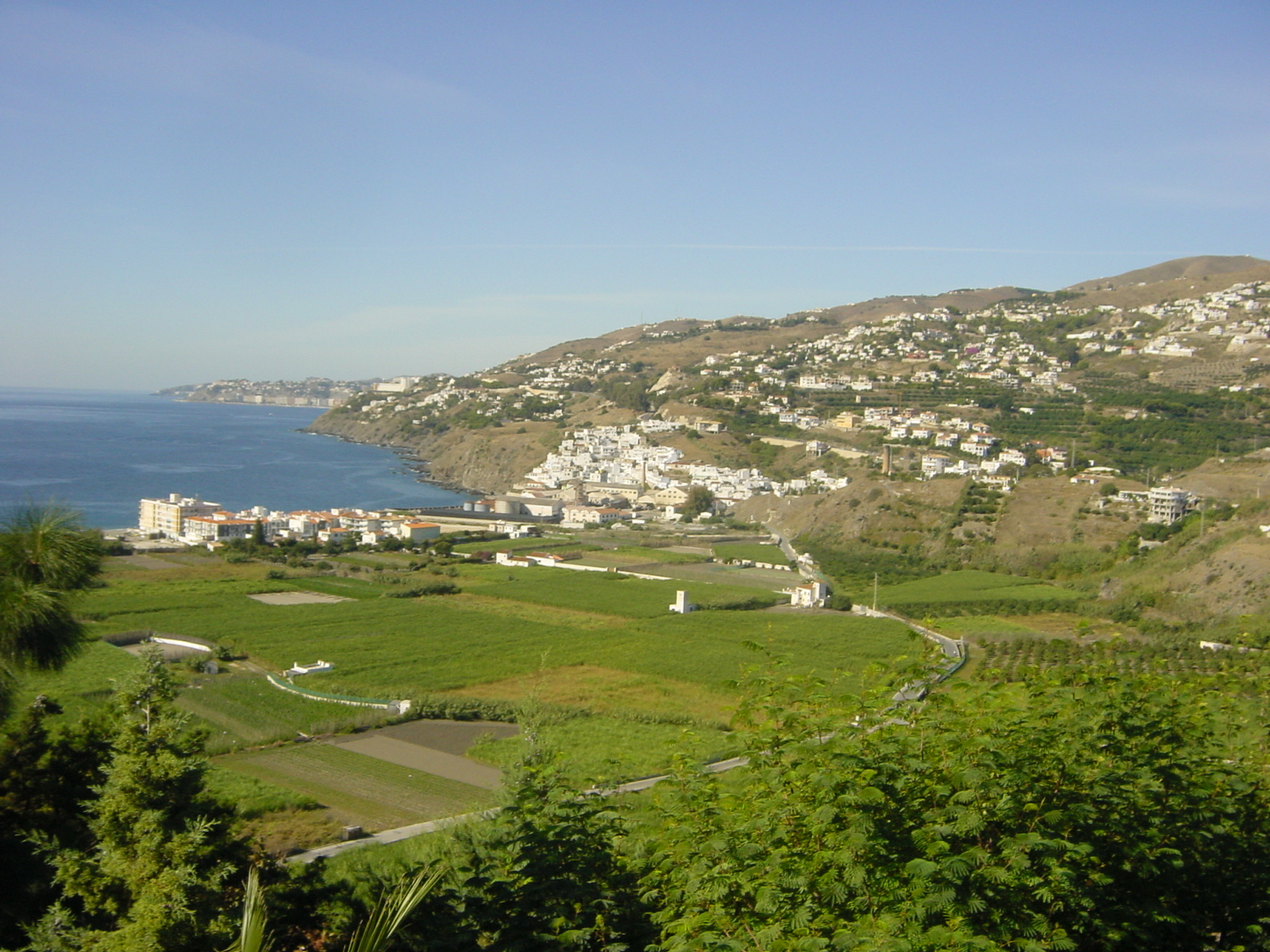
Localidad de Caleta-La Guardia, en el municipio de Salobreña.

Se trata de una costa relativamente escarpada debido a la proximidad de las montañas del Sistema Bético, las cuales forman acantilados pero también se alternan las calas y las playas, principalmente pedregosas. Cinco son los centros turísticos de la Costa Granadina: Almuñécar, Salobreña, Motril, Castell de Ferro y La Rábita. Todas están dotadas de buenas infraestructuras turísticas y son idóneas para la práctica de numerosos deportes como: windsurf, submarinismo, vela, esquí acuático, golf, tenis, squash o equitación.

### Clima
El clima mediterráneo impera en la Costa Granadina. La cordillera de Sierra Nevada, con las mayores alturas de la península ibérica, protegen este litoral de los fríos vientos del norte y debido al efecto Föhn, crea en áreas localizadas un microclima subtropical, con 320 días de sol al año y una temperatura media en torno a los 20 °C.
Las condiciones climáticas de la Costa Granadina han desarrollado un cultivo de frutas tropicales exóticas únicas en toda Europa. Es el caso de la chirimoya, que tiene denominación de origen y ha convertido a España es el primer productor mundial de esta fruta. También existen cultivos de papayas, aguacates, mangos, guayabas, etc. 
Otro tipo de cultivo propio de la Costa Granadina es la caña de azúcar, la cual entró en Europa por la península ibérica y se cultivo durante siglos en estos parajes, hasta su última zafra a primeros del siglo XX.

## Municipios
Esta comarca está formada por los siguientes municipios:
|              | Municipio           | Superficie | Población (2024) | Densidad        | Ayto. (2011) | Pedanías |
| ------------ | ------------------- | ---------- | ---------------- | --------------- | ------------ | --- |
| Albondón     | Albondón            | 34,48 km²  | 712 hab.         | 20,65 hab./km²  | PSOE         | El Castillo, Los Cózares, Los Gálvez, Loma del Aire y Los Vargas |
| Albuñol      | Albuñol             | 62,94 km²  | 7357 hab.        | 116,89 hab./km² | PP           | Los Castillas, Los Chaulines, La Ermita, El Pozuelo y La Rábita |
| Almuñécar    | Almuñécar           | 83,36 km²  | 27 311 hab.      | 327,63 hab./km² | PP           | El Cerval, La Herradura, El Rescate, Río Seco, Torrecuevas y Velilla-Taramay |
| Los Guájares | Los Guájares        | 89,32 km²  | 1125 hab.        | 12,6 hab./km²   | PP           | Guájar Alto, Guájar Faragüit (capital del municipio) y Guájar Fondón |
| Gualchos     | Gualchos            | 31,03 km²  | 5309 hab.        | 171,09 hab./km² | PP           | Castell de Ferro (capital del municipio), Jolúcar y El Romeral |
| Ítrabo       | Ítrabo              | 19,01 km²  | 956 hab.         | 50,29 hab./km²  | PSOE         | - |
| Jete         | Jete                | 13,91 km²  | 995 hab.         | 71,53 hab./km²  | PSOE         | - |
| Lentegí      | Lentegí             | 23,76 km²  | 350 hab.         | 14,73 hab./km²  | PSOE         | - |
| Lújar        | Lújar               | 36,88 km²  | 487 hab.         | 13,2 hab./km²   | PP           | Los Carlos |
| Molvízar     | Molvízar            | 21,47 km²  | 2730 hab.        | 127,15 hab./km² | PP           | - |
| Motril       | Motril              | 109,77 km² | 59 632 hab.      | 543,24 hab./km² | PP           | Calahonda*, Carchuna*, La Chucha*, La Garnatilla, La Perla*, Playa Granada, Puntalón, Los Tablones, (EATIM), El Varadero y Las Ventillas (* esos cuatro núcleos forman la ELA de Carchuna-Calahona, con capital en La Perla) |
| Otívar       | Otívar              | 57,47 km²  | 1038 hab.        | 18,06 hab./km²  | PP           | - |
| Polopos      | Polopos             | 26,58 km²  | 1671 hab.        | 62,87 hab./km²  | PP           | Castillo de Baños de Abajo, Castillo de Baños de Arriba, Haza del Trigo, La Guapa y La Mamola (capital del municipio) |
| Rubite       | Rubite              | 28,55 km²  | 426 hab.         | 14,92 hab./km²  | PSOE         | Barranco Ferrer, Casarones, Los Díaz, Los Gálvez, El Lance y Rambla del Agua |
| Salobreña    | Salobreña           | 34,91 km²  | 12 660 hab.      | 362,65 hab./km² | PSOE         | Alfamar, Calamedina, Caleta-La Guardia, Costa Aguilera, Lobres, Monte Almendros, El Pargo y Playa Salobreña |
| Sorvilán     | Sorvilán            | 34,33 km²  | 511 hab.         | 14,88 hab./km²  | PSOE         | Alfornón, Melicena y Los Yesos |
|              | Torrenueva Costa    | 7 km²      | 2 842 hab.       | n/d hab./km²    | GRITO        | - |
|              | Vélez de Benaudalla | 79,11 km²  | 2885 hab.        | 36,47 hab./km²  | PSOE         | La Gorgoracha y Lagos |
| -            | TOTAL               | 786,88 km² | 128 588 hab.     | 159,80 hab./km² | -            | - |

## Comunicaciones

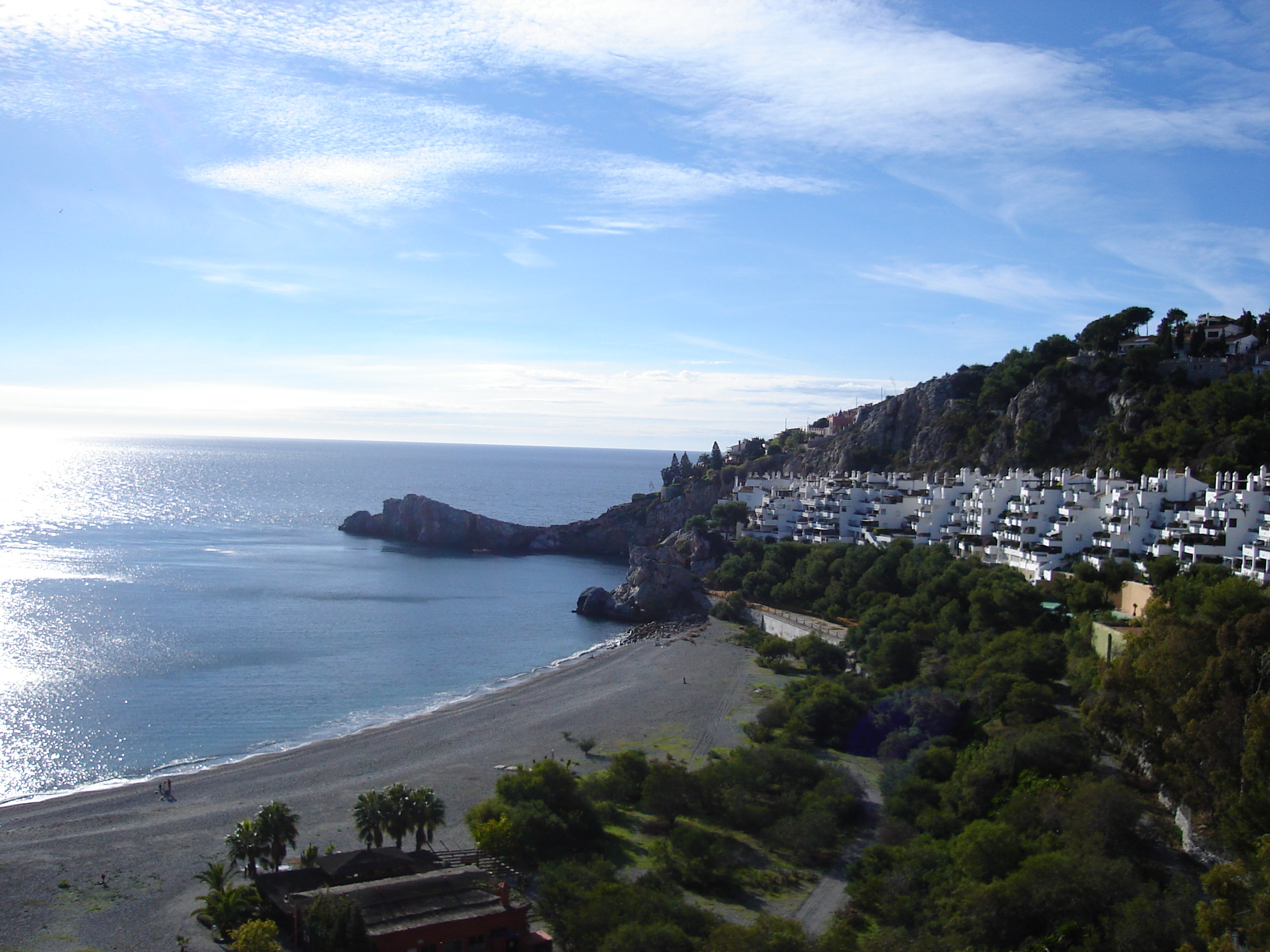
Marina del Este, en La Herradura, municipio de Almuñécar; es uno de los puertos deportivos de la Costa Granadina.

### Carreteras
Desde la ciudad de Granada es posible llegar mediante la autovía A-44 (Bailén-Motril) hasta La Gorgoracha, que enlaza con la A-7 y desde aquí por la recién inaugurada autovía urbana GR-14 hasta la N-340.
Paralela a la costa discurre la antigua carretera N-340 (Cádiz-Barcelona), y más o menos paralela a ella, más hacia el interior, discurre la autovía A-7, completada recientemente.
Las principales vías de la comarca son:
| Identificador | Denominación                                | Itinerario                       |
| ------------- | ------------------------------------------- | -------------------------------- |
| A-7           | Autovía del Mediterráneo                    | Algeciras - Barcelona            |
| A-44          | Autovía de Sierra Nevada                    | Bailén - Motril                  |
| GR-14         | Autovía de acceso oeste al Puerto de Motril | Lobres - N-340                   |
| GR-16         | Autovía de acceso este al Puerto de Motril  | La Gorgoracha - Puerto de Motril |
| N-323         | Carretera de Sierra Nevada                  | Bailén - Motril                  |
| N-340         | Carretera del Mediterráneo                  | Cádiz - Barcelona                |
| N-347         | Carretera del Puerto de Motril              | Motril - Puerto de Motril        |
| A-345         | Carretera Cádiar-La Rábita                  | Cádiar - La Rábita               |
| A-346         | Carretera de la Umbría                      | Órgiva - Vélez de Benaudalla     |
| A-4050        | Carretera de la Cabra                       | Villa de Otura - Almuñécar       |
| A-4133        | Carretera de los Caracolillos               | Vélez de Benaudalla - Motril     |

## Galería

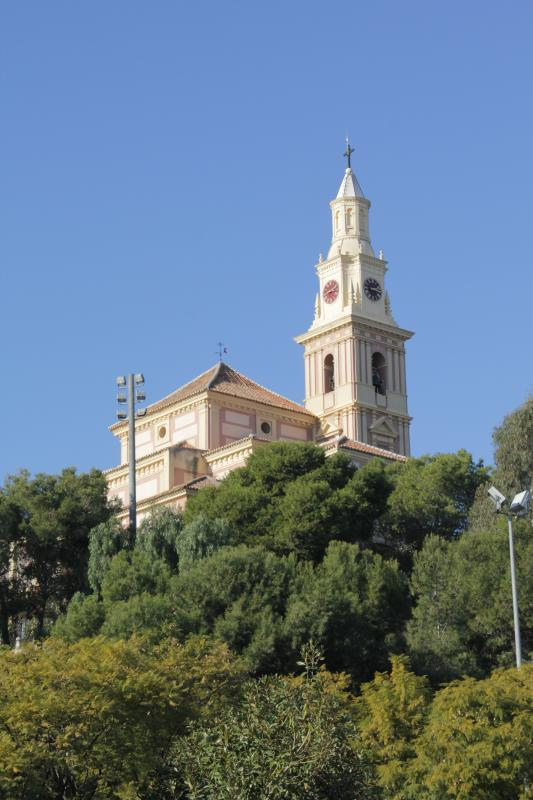
Motril
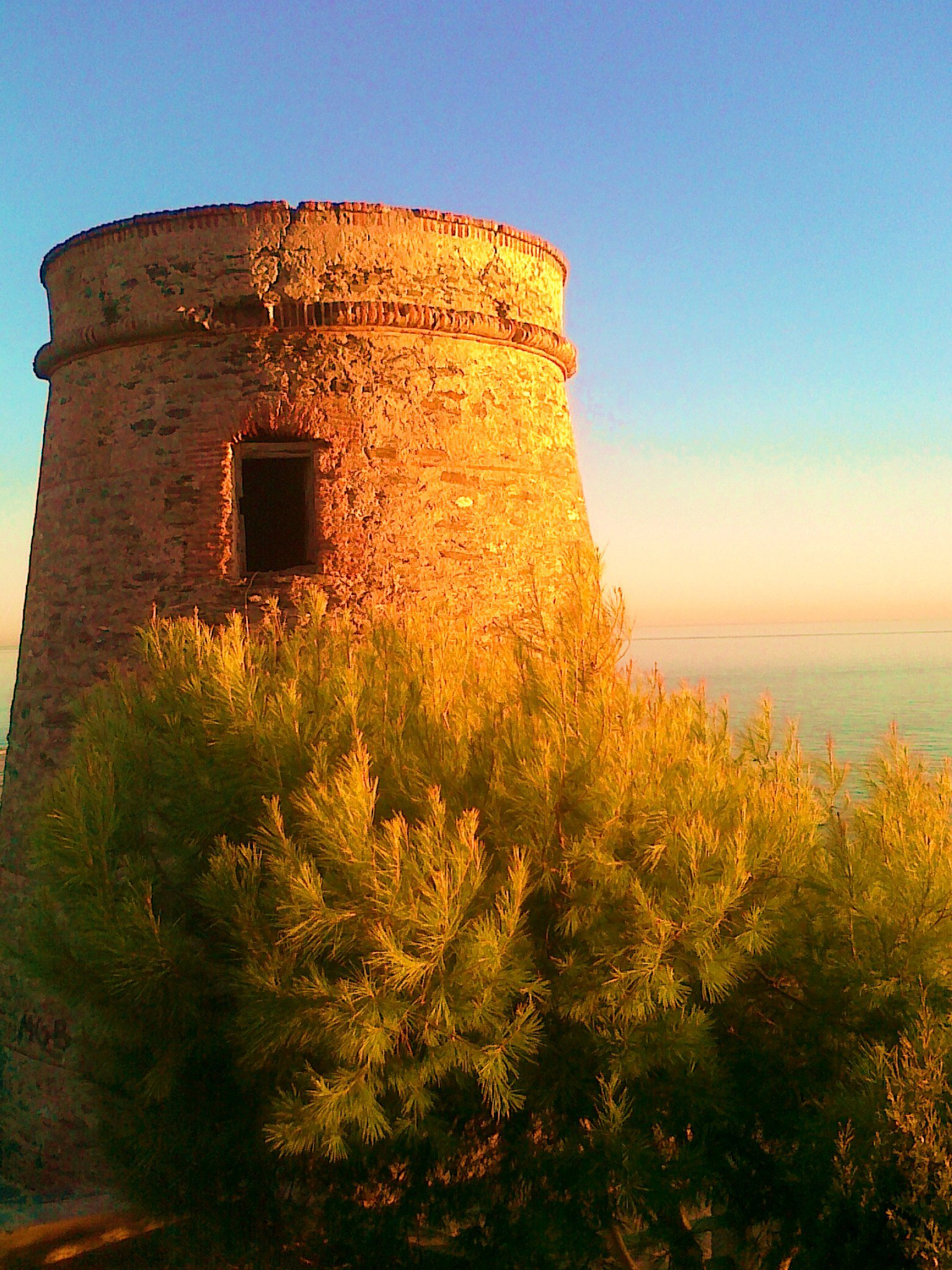
La Rábita
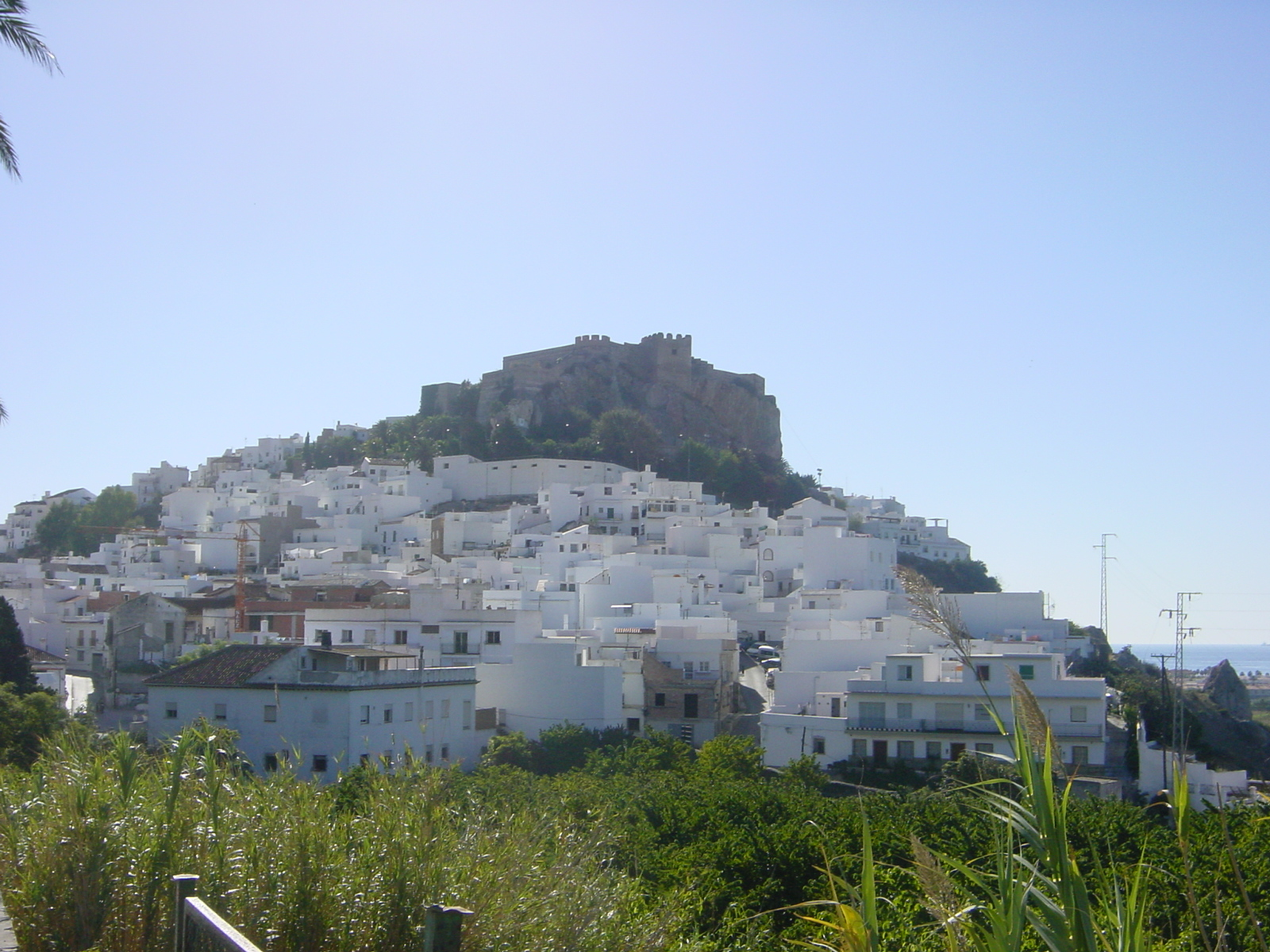
Salobreña
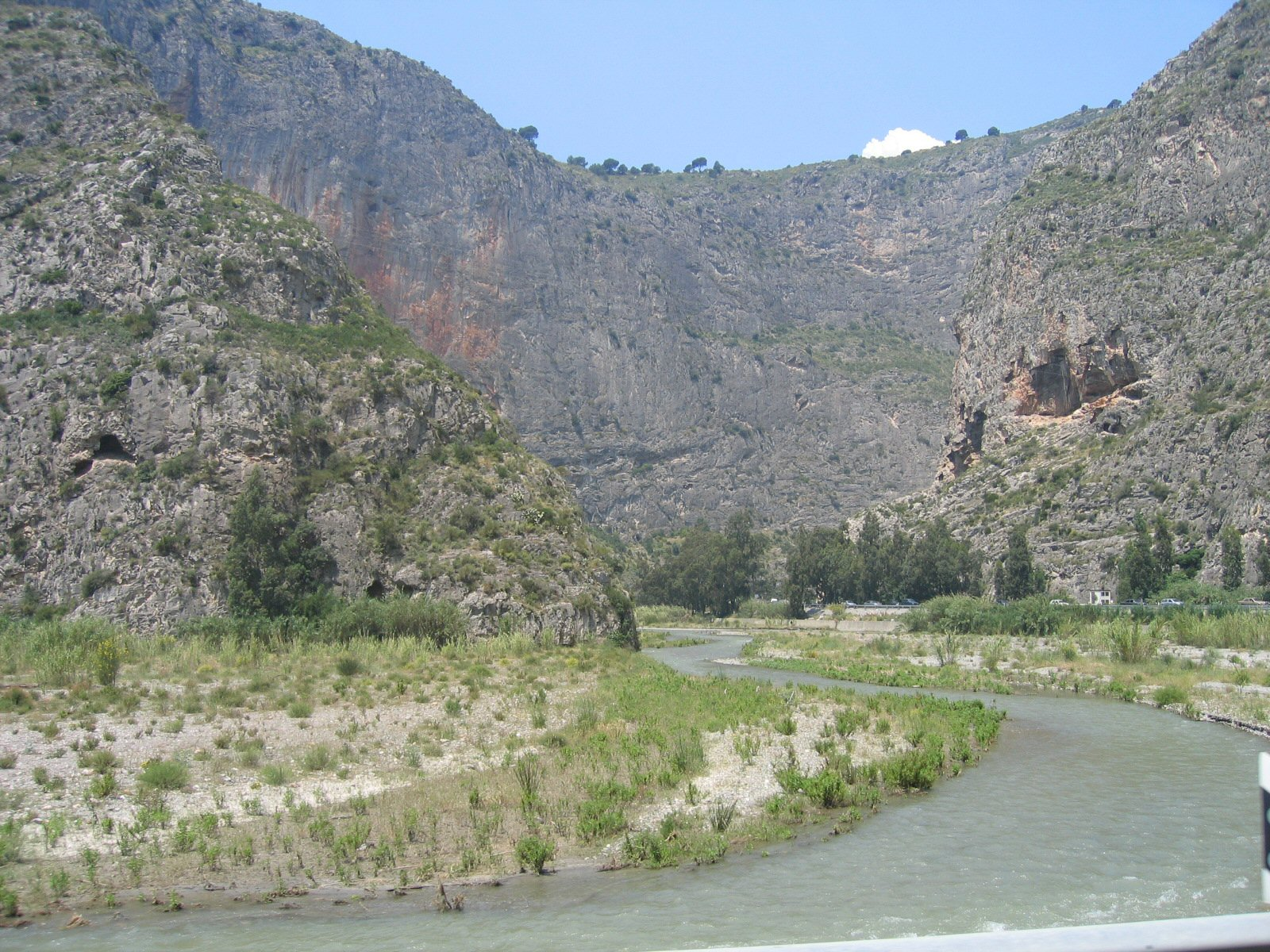
Vélez de Benaudalla
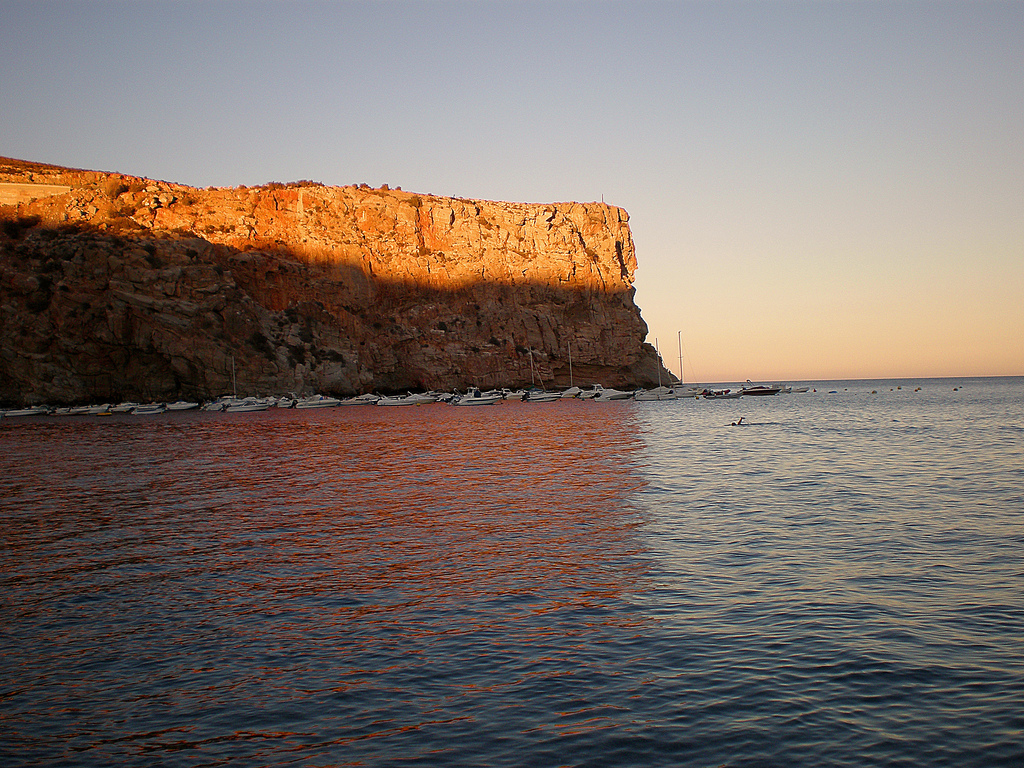
Calahonda
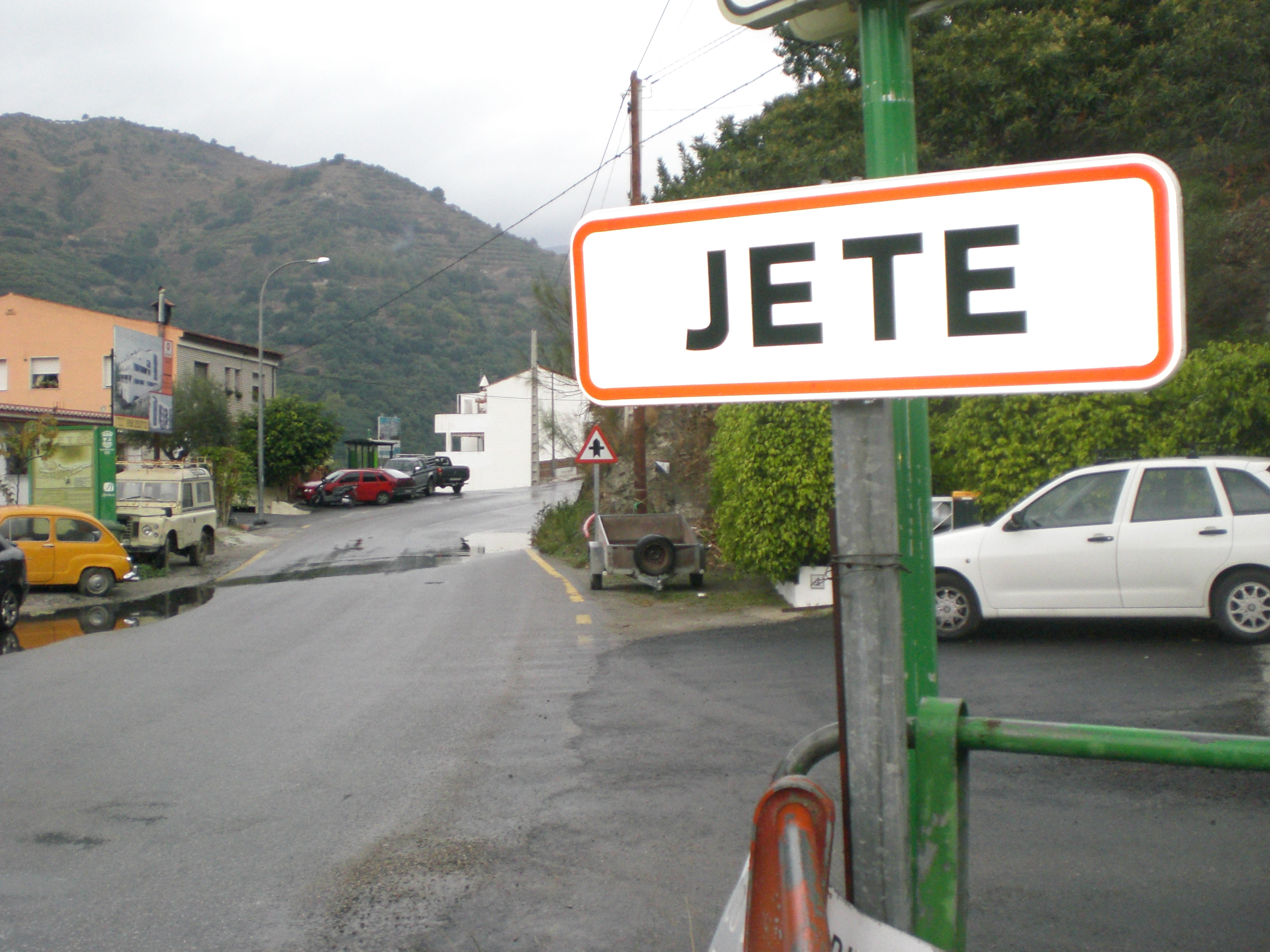
Jete
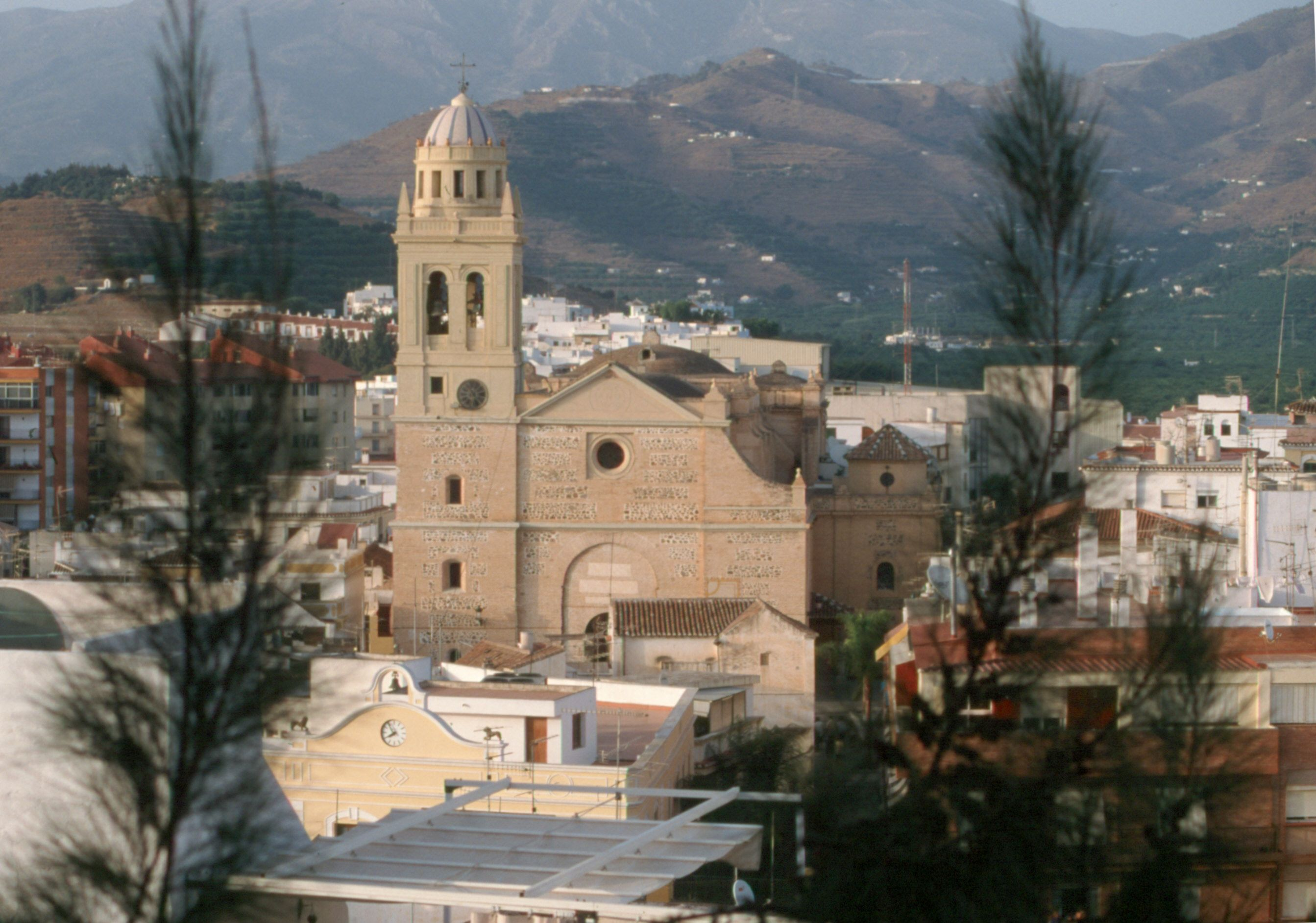
Almuñécar